# 博梅斯
博梅斯（法語：Beaumetz）是法国皮卡第大区索姆省的一个市镇，属于亚眠区贝尔纳维尔县。该市镇2009年时的人口为226人。

## 人口
博梅斯人口变化图示
| 数据来源：INSEE |